# Herbert Drury (gimnastyk)
Herbert James Christian Drury (ur. 5 stycznia 1883 w Liverpoolu, zm. 11 lipca 1936 w Waterloo) – brytyjski gimnastyk, medalista olimpijski.
W 1908 roku uczestniczył w rywalizacji na IV Letnich Igrzyskach Olimpijskich w Londynie. W wieloboju drużynowym zajął z drużyną ostatnie, ósme miejsce zdobywając 196 punktów.
Cztery lata później uczestniczył w rywalizacji na V Letnich Igrzyskach olimpijskich rozgrywanych w Sztokholmie w 1912 roku. Startował tam w jednej konkurencji gimnastycznej. W wieloboju drużynowym w systemie standardowym uzyskując z drużyną 36,90 punktu, zajął trzecie miejsce, przegrywając jedynie z drużyną włoską i węgierską.